# X (demoparty)

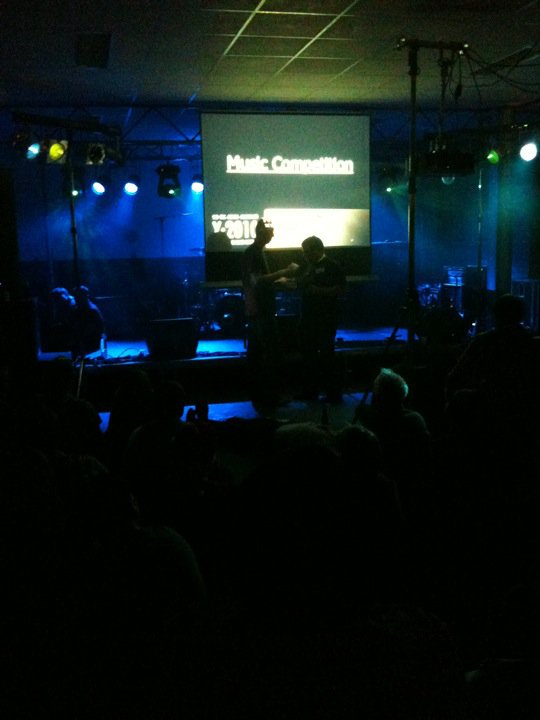
Musiktävlingen på X2010

X är ett nederländskt demoscene-party som anordnats sedan 1995 av Success & The Ruling Company, Xenon och Silicon Ltd.
X är fortsättningen på de så kallade "Silicon Ltd. Winter and Summer parties" som hölls mellan 1990 och 1992. Med runt 250 besökare är partyt världens största demoparty för Commodore 64 och besökare kommer från hela Europa (framförallt Sverige, Finland, Polen och Tyskland), men även Australien och USA.

## Historia
X-konceptet föddes 1995 när Commodore 64-demogruppen Silicon Ltd. startade PC-demogruppen SuccesS. Planen var att organisera ett demoparty för plattformarna Commodore 64 och PC. Lokalen låg de två första åren i Buurthuis Einsteindreef i Utrecht, Nederländerna; samma lokal som Silicon Ltd:s tidigare partyn hölls i. Ljudkortstillverkaren Gravis sponsrade dessa partyn. 1996 stod det klart att lokalen var för liten. 1997 gick PC-gruppen Nostalgia med som arrangör, och med sina kontakter med Tekniska högskolan i Eindhoven hölls nästa party, kallat "X 97 Takeover", i högskolans aula. På grund av samarbetsproblem grupperna emellan var detta party det enda som arrangerades av SuccesS och Nostalgia.
SuccesS lades ner 1998, vilket gjorde att Commodore 64-delen av Success & The Ruling Company fortsatte att arrangera X som ett party enbart för Commodore 64. Ort och lokal ändrades också. Sedan 1998 har X arrangerats på Kampeerboerderij De Haverkamp i Ruurlo samt i Someren, Nederländerna. 
2000 gick den holländska gruppen Xenon med som organisatörer och 2006 även Silicon Ltd. efter mer än tio års bortavaro från scenen.

## Namn och datum
1. X 1995 — A fistfun experience to be seen to be believed! (21 – 22 april 1995)
2. X 1996 — (5 – 7 april 1996)
3. X 1997 — Takeover (4 – 6 april 1997)
4. X 1998 — (18 – 20 september 1998)
5. X 2000 — The Reunion (17 – 19 november 2000)
6. X 2001 — A C64 Odyssey (23 – 25 november 2001)
7. X 2004 — 8 Bit Heaven (22 – 24 oktober 2004)
8. X 2006 — Got Cow ? (13 – 15 oktober 2006)
9. X 2008 — Mooooooooooooohhhhhhhhhhh (24 – 26 oktober 2008)
10. X 2010 — The Year We Make Contact (1 – 3 oktober 2010)
11. X 2012 — (26 – 28 oktober 2012)
12. X 2014 — (24 – 26 oktober 2014)
13. X 2016 — (28 – 30 oktober 2016)
14. X 2018 — (2 – 4 november 2018)

## Livespelningar
1. X 1995 — Toadstool
2. X 1996 — Toadstool
3. X 1997 — Toadstool
4. X 2004 — Goto80
5. X 2006 — Jeroen Tel
6. X 2008 — Reyn Ouwehand & Jeroen Tel
7. X 2010 — 6581 Band, Jeroen Tel , DaTucker
8. X 2012 — Reyn Ouwehand & Jeroen Tel
9. X 2014 — Reyn Ouwehand & Bas Bron
10. X 2016 — Reyn Ouwehand & LFT & 64Mula & Tess & Tel & Wacek

## Vinnare
| År   | Plattform                                         | Demo                            | 64k intro                    | 4k intro |
| ---- | ------------------------------------------------- | ------------------------------- | ---------------------------- | -------- |
| 1995 |                                                   |                                 |                              |          |
| C64  | Radio Napalm (Reflex)                             | N/A                             | N/A                          |          |
| PC   | Big Deal (Acme)                                   | Spring (Logic Design)           | N/A                          |          |
| 1996 |                                                   |                                 |                              |          |
| C64  | Krestology (Crest)                                | N/A                             | N/A                          |          |
| PC   | Fashion (Logic Design)                            | Speed (Nostalgia)               | N/A                          |          |
| 1997 |                                                   |                                 |                              |          |
| C64  | Holy Refuge (NoName)                              | N/A                             | N/A                          |          |
| PC   | 303 (Acme)                                        | Brighten The Corners (Valhalla) | The Dream (Spirit New Style) |          |
| 1998 |                                                   |                                 |                              |          |
| C64  | Soul (Booze Design)                               | N/A                             | N/A                          |          |
| 2000 |                                                   |                                 |                              |          |
| C64  | Arcanum (Xenon)                                   | N/A                             | N/A                          |          |
| 2001 |                                                   |                                 |                              |          |
| C64  | Soiled Legacy (Resource)                          | N/A                             | N/A                          |          |
| 2004 |                                                   |                                 |                              |          |
| C64  | Dialogue (Focus)                                  | N/A                             | N/A                          |          |
| 2006 |                                                   |                                 |                              |          |
| C64  | The Wild Bunch (Triad, Horizon, Focus & Instinct) | N/A                             | N/A                          |          |
| 2008 |                                                   |                                 |                              |          |
| C64  | Edge of Disgrace (Booze Design)                   | N/A                             | N/A                          |          |
| 2010 |                                                   |                                 |                              |          |
| C64  | Another Beginning (Offence)                       | N/A                             | N/A                          |          |
| 2012 |                                                   |                                 |                              |          |
| C64  | Coma Light 13 (Oxyron)                            | N/A                             | N/A                          |          |
| 2014 |                                                   |                                 |                              |          |
| C64  | Comaland (Censor & Oxyron)                        | N/A                             | N/A                          |          |
| 2016 |                                                   |                                 |                              |          |
| C64  | The Phoenix Code (Bonzai)                         | N/A                             | N/A                          |          |
| 2018 |                                                   |                                 |                              |          |
| C64  | The Star Wars Demo (Censor Design)                | N/A                             | Screw it! (Triad)            |          |